# Johann Berger (Glockengießer)

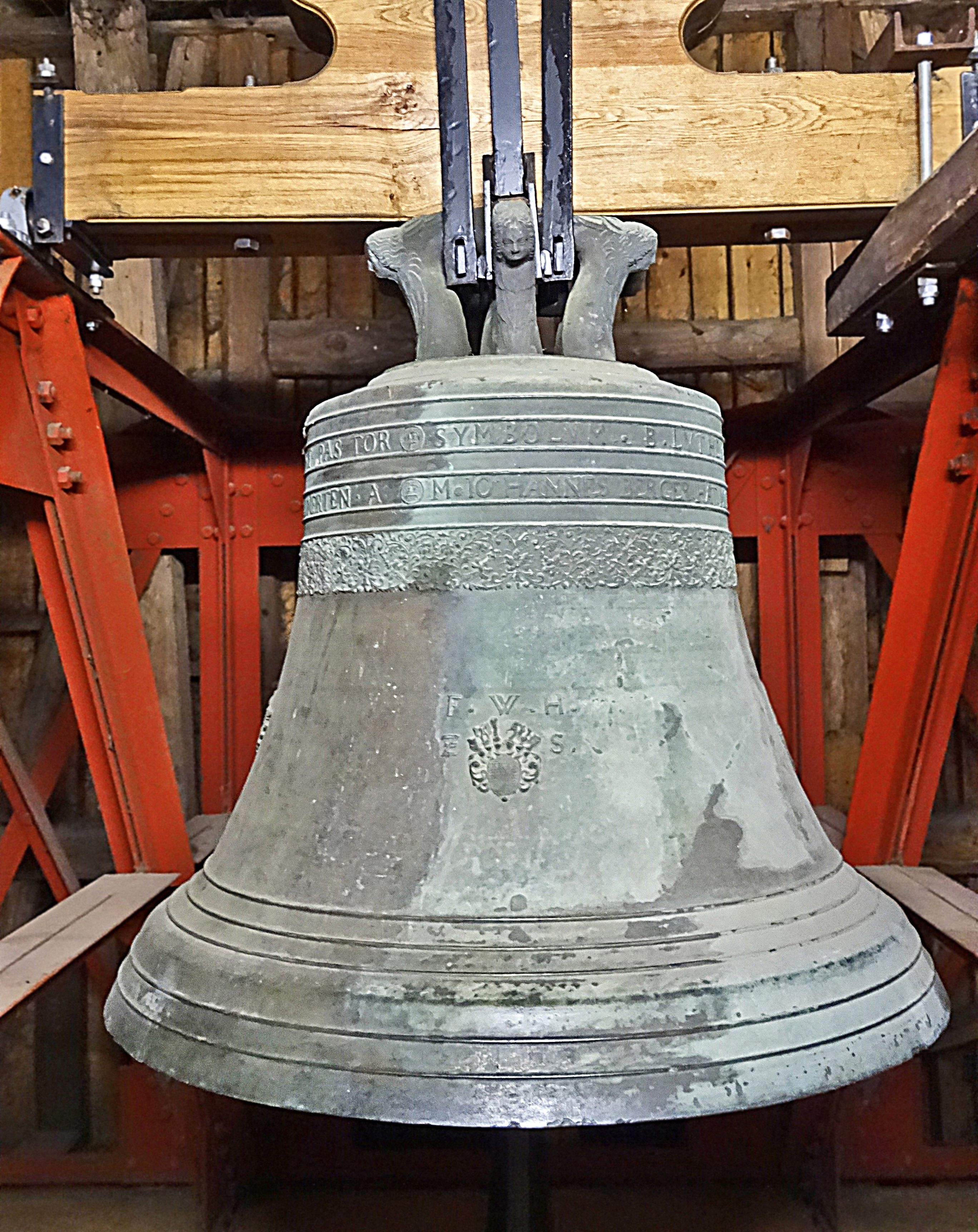
Berger-Glocke in St. Michael Großromstedt

Johann(es) Berger (Lebensdaten unbekannt) war im 17. Jahrhundert ein deutscher Glockengießer in Weimar.
Zu seiner Person lassen sich keine Zeugnisse beibringen. Nur aufgrund der überlieferten Glocken lässt sich in etwa seine Wirkungszeit von 1630 bis ca. 1673 in Weimar bestimmen. Laut den Umschriften der Glocken u. a. in Maua war Berger fürstlich-sächsischer Glockengießer. Er hatte einen überregionalen Auftraggeberkreis. So war er u. a. auch in Gera tätig, dort hat er von 1642 bis 1648 Glocken gegossen. Die älteste Glocke ist die mit 1630 datierte für die Dorfkirche Gelmeroda. In Weimar wurden auch Glocken für die von Haller in Franken gegossen. Gottfried Albin de Wette berichtete über eine in Buttstädt 1668 zersprungene Glocke, die Berger wieder ersetzte. Doch ist diese bereits 1715 zersprungen. Im Zeitraum 1660 bis 1668 firmierte die Glockengießerei unter Berger & Sohn in Weimar.
Wo sich die Gießerei Bergers befand, lässt sich nicht genau bestimmen. Aber wegen der möglichen Brandgefahr dürfte sie ebenso wie die Töpfereien in der Jakobsvorstadt gelegen haben.

## Werke (Auswahl)
- 1630 Glocke für die Kirche in Gelmeroda
- Von 1640 bis 1648 schuf er drei Glocken für die Kirche in Maua bei Jena.[5]
- 1640 Glocke im Rathausturm Blankenhain
- 1644 Glocken in der Kirche von Arzberg[6]
- 1644/45 Glocken in der Kirche von Marktleuthen[7]
- 1655 Glocke für die Kirche St. Michael (Großromstedt)
- 1665 Glocke in Nauendorf, heute unter den Glocken im Kloster Unser Lieben Frauen in Magdeburg
- 1673 Glocke im Rathausturm Turmlaterne in Apolda

siehe: Liste von Glocken im Landkreis Weimarer Land und in Weimar